# Швидкісна дорога S16 (Польща)
Швидкісна дорога S16 — польська швидкісна дорога в північній та північно-східній Польщі, зрештою вздовж курсу Ольштин (S51) — Елк — Книшин (S19). Має проходити через Вармінсько-Мазурське та Підляське воєводства.

## Існуючі ділянки
Існуючі ділянки зі статусом швидкісної дороги:
Південна частина об’їзд Ольштина (14,7 км) – Ольштин Південь – Ольштин схід.

## Історія

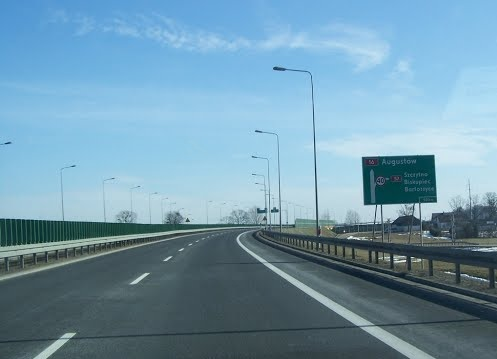
S16 біля Біскупець.

Швидкісна дорога Ґрудзьондз — Ольштин — Августів була включена до Рішення Президії Уряду № 55/85 від 14 червня 1985 р. У наступному урядовому документі 1993 року і всіх наступних вона не фігурувала. У різних проєктах реконструкції або розширення національної дороги 16, які виконує Ольштинська філія GDDKiA, є інформація про проєктування/будівництво дороги класу GP з параметрами, що відповідають вимогам дороги класу S або з можливістю адаптації до класу швидкісних доріг. Водночас Міністерство інфраструктури працює над пропозиціями щодо модифікації мережі TEN-T у Польщі, частиною якої є включення національної дороги 16 до останнього документів про скорочений маршрут), а в одному під назвою «дорога державного значення S-16». Швидкісна дорога S16 також фігурує у двох урядових документах: у звіті «Польща 2030» (підготовлений групою стратегічних радників прем’єр-міністра) та в Національній концепції просторового розвитку до 2030 року (підготовлений Міністерством регіонального розвитку).